# Fernand Zalkinow
Fernand Zalkinow est un militant communiste, né le 23 septembre 1923 à Paris et mort fusillé le 9 mars 1942 dans la clairière du Mont-Valérien.
Il dirigea à Paris, avec Gilbert Brustlein, un groupe des Bataillons de la Jeunesse (organisation de Résistance communiste) constitué majoritairement de jeunes du 11e arrondissement.

## Biographie

### Un militant engagé
Né au sein d'une famille d'émigrés juifs russes arrivés en France en 1910, Fernand Zalkinow a deux sœurs ainées, Juliette (née en 1915) et Rachel (née en 1918), qui s’engagent à l’Union des jeunes filles de France dès 1936. Boursier, il entre à l'école supérieure Arago, place de la Nation. Il milite alors aux Jeunesses communistes (JC) du 20e arrondissement. Du fait de la guerre et des difficultés économiques qu'elle entraîne, il suspend ses études pour chercher du travail. Il sera successivement employé de bureau dans une usine puis fourreur. Après l'exode, il devient responsable de la propagande d'une cellule reconstituée des JC du 20e arrondissement. Il participe notamment à la manifestation du 14 juillet 1941.
Volontaire, il est proposé par Odile Arrighi pour entrer dans l'Organisation spéciale (OS), où il est placé sous les ordres de Gilbert Brustlein. Le groupe Brustlein comprend, outre Fernand Zalkinow, Robert Peltier, Roger Hanlet, Christian Rizo, Pierre Milan, Asher Semahya et Tony Bloncourt. Ils seront connus sous le nom de « Bataillons de la jeunesse ». À ce titre, Fernand participe au « camp » de Lardy, les 15, 16 et 17 août 1941 au cours duquel, sous la houlette de Pierre George et d'Albert Ouzoulias, anciens responsables nationaux des JC, une trentaine de membres des JC sont initiés aux rudiments de la vie clandestine et au maniement des armes. Fernand, qui prend comme pseudonyme Benoît, est responsable du triangle formé par Roger Hanlet et Pierre Milan. Il participe avec son groupe à de nombreuses tentatives d'attentats à Paris et dans la région parisienne (arrachage de poteaux indicateurs, incendie de véhicules allemands, déraillements, incendie de fourrage destiné à l'armée d'occupation).

### L'arrestation
Le 21 août 1941, de retour d'une tentative de sabotage sur une voie ferrée, Fernand Zalkinow est présent, avec Bob Gueusquin et Gilbert Brustlein, sur le quai du métro Barbès lors de l'attentat perpétré par le futur colonel Fabien. Lorsque Gilbert Brustlein part pour Nantes, Fernand se voit déléguer la direction du groupe entier. Il quitte le domicile familial, 51 rue des Amandiers (20e), pour s’installer dans la planque de Gilbert, au 126 avenue Philippe-Auguste (20e).
À la suite d'une dénonciation suivie de filatures, Fernand est identifié. Il est appréhendé par deux inspecteurs de la brigade spéciale criminelle de la préfecture de police le 30 octobre 1941, alors qu’il se rend au 126 avenue Philippe-Auguste, « après une courte lutte au cours de laquelle il a essayé de faire usage d'un pistolet automatique dont il était porteur».

### Le procès et l'exécution
Durant le procès de la Chambre des députés, où il est jugé avec ses six autres camarades, du 4 au 6 mars 1942, alors que les juges allemands répètent à loisir que les attentats commis par la « bande à Brustlein » l’ont été dans l’unique but « d'installer un régime soviétique français », Fernand leur tient tête. Sur un ton calme, il leur affirme au début des débats :
« C'est ma conviction qu'il fallait lutter contre l'armée d'occupation pour libérer la France », puis il ajoute « Je sais que je serai condamné à mort. »
Une fois lue la sentence le condamnant à la peine capitale, alors qu’on lui donne la parole une dernière fois comme le veut la procédure allemande, Fernand répète :
« J'ai la certitude d'avoir agi dans l'intérêt de mon pays. Je ne regrette rien. Je ne regrette qu'une chose, c'est de quitter la vie à 18 ans. ».
Le 9 mars 1942, dans la clairière du Mont-Valérien, Fernand est fusillé avec ses six autres compagnons de combat. Il est inhumé dans ce qui deviendra le « carré des fusillés » au cimetière d’Ivry-sur-Seine.

### Une famille exterminée
Les parents de Fernand, Nojme Zalkinow et Haina Kantof, sont transférés de la prison de la Santé à la caserne des Tourelles début février 1942. Ses sœurs, Rachel Zalkinow et Juliette Moyen, les rejoignent après l'exécution de Fernand à la fin du mois de mars. Le 22 juin 1942, Rachel Zalkinow est transférée au camp de Drancy avec 66 autres femmes d’où elle est déportée le jour même pour Auschwitz. Quelques semaines plus tard, le 6 juillet 1942, le mari de Juliette, Raymond Moyen, transféré au camp de Compiègne, est déporté dans le convoi dit « des 45 000 ».
En vertu de l'ordonnance d'Oberg du 10 juillet 1942 sur les parents de « terroristes », les parents de Fernand sont conduits au fort de Romainville comme otages. Nojme est fusillé le 11 août 1942 au Mont-Valérien avec, notamment, le père de Pierre Georges (colonel Fabien) et le frère de Maurice Thorez. La mère de Fernand est transférée le 3 septembre 1942, avec sa fille Juliette, au camp de Drancy. Elle est déportée le 23 septembre à Auschwitz, par le convoi no 36. Quant à Juliette Zalkinow, elle est à son tour déportée à Sobibor par le convoi du 25 mars 1943. Personne ne reviendra des camps.

### Reconnaissance
Le 10 janvier 1947, un décret attribue à Fernand Zalkinow, à titre posthume, la médaille de la Résistance avec rosette.
La mention Mort pour la France lui est attribuée par le Ministère de la défense en date du 13 décembre 1972.
La Mention Mort pour la France est également attribuée à son père Nojme par l’Office national des anciens combattants et victimes de guerre de Caen en date du 28 août 2012.